# Real Life (Magazine)
| Recensione                    | Giudizio |
| ----------------------------- | -------- |
| AllMusic                      | [ 1 ]    |
| Encyclopedia of Popular Music | [ 2 ]    |
| The Guardian                  | [ 3 ]    |
| Q                             | [ 4 ]    |
| Stylus Magazine               | B+       |
| Uncut                         | [ 6 ]    |

Real Life è l'album d'esordio del gruppo post-punk britannico Magazine, pubblicato nel 1978 dalla Virgin Records.
Il disco ha ricevuto l'acclamazione della critica ed è considerato una registrazione pionieristica del post-punk. È stato anche classificato come art punk e art rock.

## Tracce
Lato 1
Testi di Howard Devoto.
1. Definitive Gaze – 4:25 (musica: Devoto, John McGeoch)
2. My Tulpa – 4:47 (musica: Devoto, McGeoch)
3. Shot by Both Sides – 4:01 (musica: Devoto, Pete Shelley)
4. Recoil – 2:50 (musica: Devoto, McGeoch)
5. Burst – 5:00 (musica: Devoto)

Lato 2
1. Motorcade – 5:41 (musica: Devoto, Dickinson)
2. The Great Beautician in the Sky – 4:56 (musica: Devoto, McGeoch)
3. The Light Pours Out of Me – 4:36 (musica: Devoto, McGeoch, Shelley)
4. Parade – 5:08 (musica: Dave Formula, Barry Adamson)

Tracce bonus rimasterizzazione CD 2006
1. Shot by Both Sides (Original Single Version) – 4:01 (musica: Devoto, Shelley)
2. My Mind Ain't So Open – 2:18 (musica: Devoto, McGeoch)
3. Touch and Go – 2:58 (musica: Devoto, McGeoch)
4. Goldfinger – 3:50 (musica: John Barry, Leslie Bricusse, Anthony Newley)

## Formazione
- Howard Devoto - voce
- John McGeoch - chitarra, sassofono
- Barry Adamson - basso
- Dave Formula - tastiere
- Martin Jackson - batteria

### Produzione
- John Leckie - produzione e ingegneria del suono
- Mick Glossop - produzione in Shot by Both Sides
- Hayden Bendall - assistente ingegneria
- Linder - monostampa e design
- Sean Magee - ingegneria rimasterizzazione

## Classifiche
Album
| Classifica (1978) | Posizione massima |
| ----------------- | ----------------- |
| Regno Unito       | 29                |